# Escuela eleática

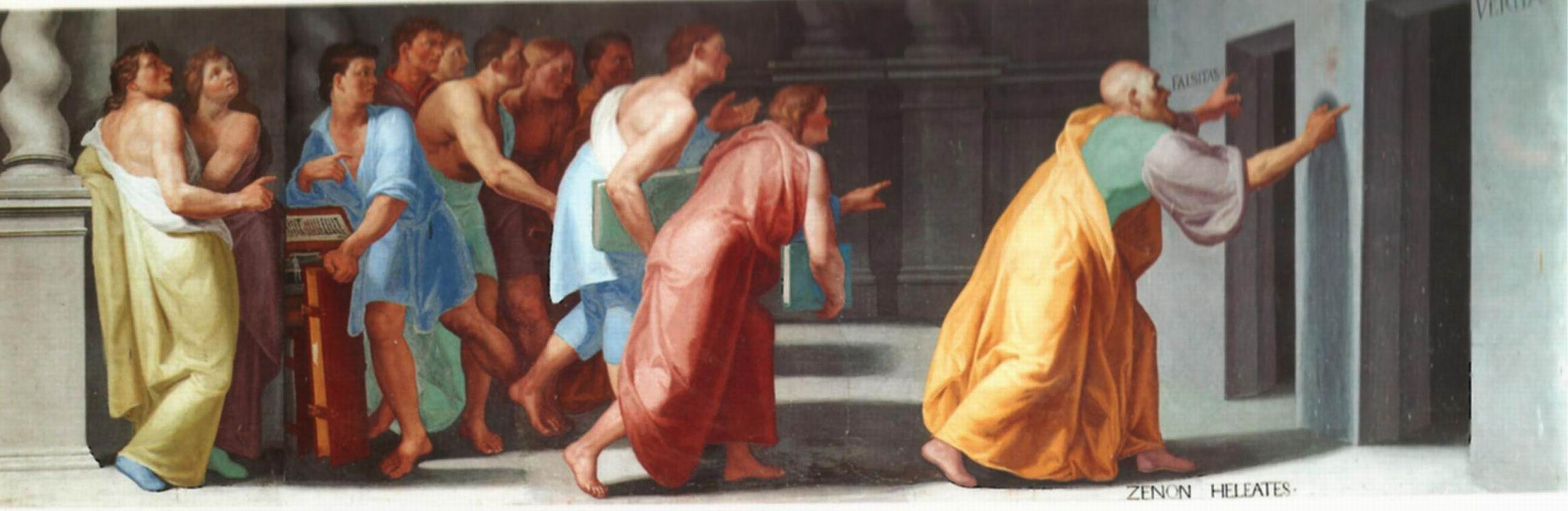
Zenón muestra las puertas a la verdad y la falsedad (Veritas et Falsitas). Fresco en la Biblioteca de El Escorial, Madrid.

Se denomina escuela eleática a la corriente filosófica de la Antigua Grecia que surgió en los siglos VI-V a. C. y sostiene que las cosas sensibles son en su esencia una única sustancia inmutable. La escuela toma su nombre de la ciudad de Elea (sur de Italia), una de las colonias griegas de la Magna Grecia, donde nacieron y vivieron los filósofos Parménides y Zenón, si bien también se consideran eleatas o eleáticos a Jenófanes de Colofón y a Meliso de Samos.

## Los filósofos

### Jenófanes
Jenófanes fue un poeta y filósofo griego que ha sido conocido hasta hoy como eléata, por haber formado parte de los eleáticos. Si bien, el año de su nacimiento es motivo de polémica entre los investigadores, se afirma como fecha más probable de su nacimiento el 570 a. C., habiendo nacido en Colofón, una ciudad de la región jónica, para luego pasar los primeros años de su vida allí. Vivió muchos años entre los griegos de Occidente, y según su propio testimonio vivió una vida errante. Según la tradición se detuvo en Mesina, Catania, Elea y en su vejez, en la corte de Hierón de Siracusa.
Considerada como seminal, su importancia filosófica es significativa, ya que fue influyente en los pensadores griegos que lo sucedieron inmediatamente. Su pensamiento fue original en ámbito de la teología, pues su teoría relacionaba la divinidad, la unidad, la eternidad y la forma esférica. Por otro lado está la teoría del conocimiento, según la cual el hombre no puede conocer la verdad, ya que siempre la opinión es el criterio de juicio, y las opiniones no pueden ser correctas; por lo tanto no se puede tener en absoluto un conocimiento cierto, puesto que este solo está reservado para Dios.
De Jenófanes se han conservado fragmentos de poemas escritos en versos hexámetros. Las principales fuentes que lo citaron son: Simplicio y Sexto Empírico.

### Parménides de Elea
Parménides nació entre el 515 y 530 a. C. en la ciudad que fue colonia de los foceos, Elea, ubicada en la Magna Grecia. Fue un filósofo muy importante entre los llamados presocráticos debido a su teoría metafísica expuesta en su célebre poema Sobre la Naturaleza, obra en la que está expuesta la doctrina de una forma amplia, y por ello mismo es tan importante. En este poema postulaba que el ente es uno, inmóvil y eterno; que el conocimiento humano no puede conocer la verdad, sino solo apariencias. Además por la tradición tenemos a Parménides como un hombre que tuvo actividad política como legislador en su ciudad natal.
De Parménides se conservan veinte fragmentos escritos en versos hexámetros, los cuales pertenecen a un todo que es un poema. Este poema se ha llamado Sobre la naturaleza. Entre los principales autores que citan al filósofo están Simplicio, Diógenes Laercio y Sexto Empírico.

### Zenón de Elea
Zenón nació en la ciudad de Elea. Acerca de su relación con Parménides, Platón afirma que Zenón fue adoptado por Parménides y que fue su discípulo favorito y que con él estuvo en Atenas. Guthrie afirma que estuvo en Atenas pero por muy poco tiempo. En Elea tuvo una actividad política relevante, en tanto que se mostraba en desacuerdo con el gobierno del tirano. Habría muerto a la edad de 78 años, según dicen algunos, mutilado tras haber sido arrojado en un mortero. Otros afirman que su actividad intelectual fue crítica en relación con la doctrina de Parménides del ser.
Eggers Lan considera la filosofía de Zenón independiente de la de Parménides, y que puede explicársela prescindiendo de postulados parmenídeos. En efecto, por diversas causas, Zenón es considerado por muchos un «eléata» (nació en Elea), y sobre todo un discípulo o seguidor de la doctrina filosófica de Parménides. Pero su originalidad consistió en la ejercitación formal de la dialéctica. El aporte de Zenón a la historia de la filosofía fue, sobre todo, metodológico, pues él realizaba procedimientos formales tan significativos como la reducción al absurdo.
No hay muchas divergencias acerca de lo que escribió Zenón, y se dice que fue un solo libro, o uno dado a conocer en secciones varias. El más importante se dice que es Acerca de la naturaleza, mencionado por varios testimonios.

### Meliso de Samos
Meliso fue un político y estratega de la isla de Samos que vivió en el pleno apogeo de la época de Pericles. Fue coetáneo de Empédocles, Anaxágoras y Heródoto. La relación de los mismos con él ha sido una cuestión muy debatida. A pesar de no haber vivido en Elea, Meliso fue y es considerado eléata porque asumía lo esencial de la doctrina parmenídea de la realidad. Y afirman que esto se debió a la profunda transmisión de la cultura del mediterráneo en el siglo V a. C. Si los doxógrafos lo tuvieron como discípulo de Parménides fue sobre todo por lo contenido en su doctrina, y no tanto por el hecho de que se haya encontrado con Parménides, pues Meliso parece haberse limitado a discurrir en torno a la realidad y a «desprestigiar» los sentidos, sin añadir descripción alguna del mundo de las «apariencias», como sí lo hizo Parménides en la segunda parte de su célebre poema. Simplicio, que poseyó las obras de ambos filósofos, escribe: «Meliso decía simplemente que no existe en absoluto devenir (o generación), mientras que Parménides decía que lo hay en cuanto a la apariencia (u opinión), aunque no con respecto a la verdad».
Simplicio citó importantes fragmentos textuales de su obra Sobre la naturaleza o Sobre lo que es, que son los que conservamos.

## Doctrina
La escuela eleática sostiene que las cosas sensibles son en su esencia una única sustancia inmutable, es decir, que las cosas son esencialmente ser. Parménides describe el ente como una sustancia que ocupa el espacio, como esférica. Las proposiciones eleáticas sobre la inmutabilidad implican la eliminación de los juicios contradictorios de la realidad sensible. Para los eleáticos <la naturaleza> es el objeto universal del que se ocupa la filosofía. Aristóteles, que vivió poco después de ellos, consideró la obra de estos filósofos como una indagación sobre la naturaleza. Pues él, que solo menciona entre los eléatas a Jenófanes, Parménides y Meliso afirma que ocupan un lugar importante en la historia de la filosofía, en la indagación del principio de todas las cosas. Y si bien Aristóteles menciona a los pitagóricos como una influencia principal para el pensamiento platónico, también es cierto que otros tienen a Parménides como punto de partida de la doctrina platónica de las ideas. La denominación no significa en rigor, que los llamados eleáticos hayan constituido una escuela filosófica como hoy se entiende por escuela, sino que ellos aportaron a la filosofía una posición de rechazo respecto a la materia del principio de todas las cosas, en tesis que afirmaron, como la unidad que en su esencia comportan las cosas. Y sobre todo en Parménides, la filosofía toma un tema más preciso: el ente. La metafísica nace con estos filósofos y con Parménides. En ello radica su importancia en la historia de la filosofía.